# ロザリオの聖母 (カラヴァッジョ)
『ロザリオの聖母』（ロザリオのせいぼ、独: Rosenkranzmadonna、英: Madonna of the Rosary）は、イタリアのバロック絵画の巨匠ミケランジェロ・メリージ・ダ・カラヴァッジョが1603年ごろ、キャンバス上に油彩で制作した祭壇画である。カラヴァッジョの公的な作品の中で唯一、誰がどの聖堂のために委嘱したのかはわかっていない。また、制作年についても諸説がある。作品は1651年以降、アントウェルペンのドメニコ会派シント・パウルス聖堂に所蔵されていたが、1781年にヨーゼフ2世 (神聖ローマ皇帝) に譲渡され、1786年にウィーンに運ばれた。現在、美術史美術館に所蔵されている。

## 背景
17世紀イタリアの美術理論家ジョヴァンニ・ピエトロ・ベッローリは、カラヴァッジョの伝記の終わりの方で「アントウェルペンのドメニコ派の聖堂には、ロザリオの絵が納められている。これは彼の絵筆に対して多大の名声をもたらした作品である」と述べている。また、ドイツの著述家ヨアヒム・フォン・ザンドラルトも、「アントウェルペンのドメニコ会の聖堂には、信者にロザリオを配る聖ドメニコを描いた大きな絵がある」と伝えている。
祭壇画が最初に記録に登場するのは1607年のことである。マントヴァ公の宮廷画家であったフランドル出身のフランス・プルビュス (子) はナポリを訪れ、カラヴァッジョの手になる非常に美しい2点の作品」を見たが、それらは「ロザリオの祭壇画」と「半身のユディトとホロフェルネス」であった。当時、カラヴァッジョはすでにナポリにはおらず、それらの絵画を扱っていたのはカラヴァッジョと親しかったルイス・フィンソンというフランドルの画家であった。プルビュスは本作『ロザリオの聖母』を購入するかどうかの判断をマントヴァ公に委ねたが、結局、フィンソンとマントヴァ公との交渉は成立しなかった。
結局、2点の絵画はアントウェルペンに運ばれたが、そのことは1617年のフィンソンの遺書によって確認できる。彼はそれらの作品を相棒のアブラハム・フィンクに遺したのである。そして、1651年になって、ルーベンスやヤン・ブリューゲルなどを含むアントウェルペンの画家たちに買い取られ、寄贈によりアントウェルペンのシント・パウルス聖堂に掛けられた。

## 作品

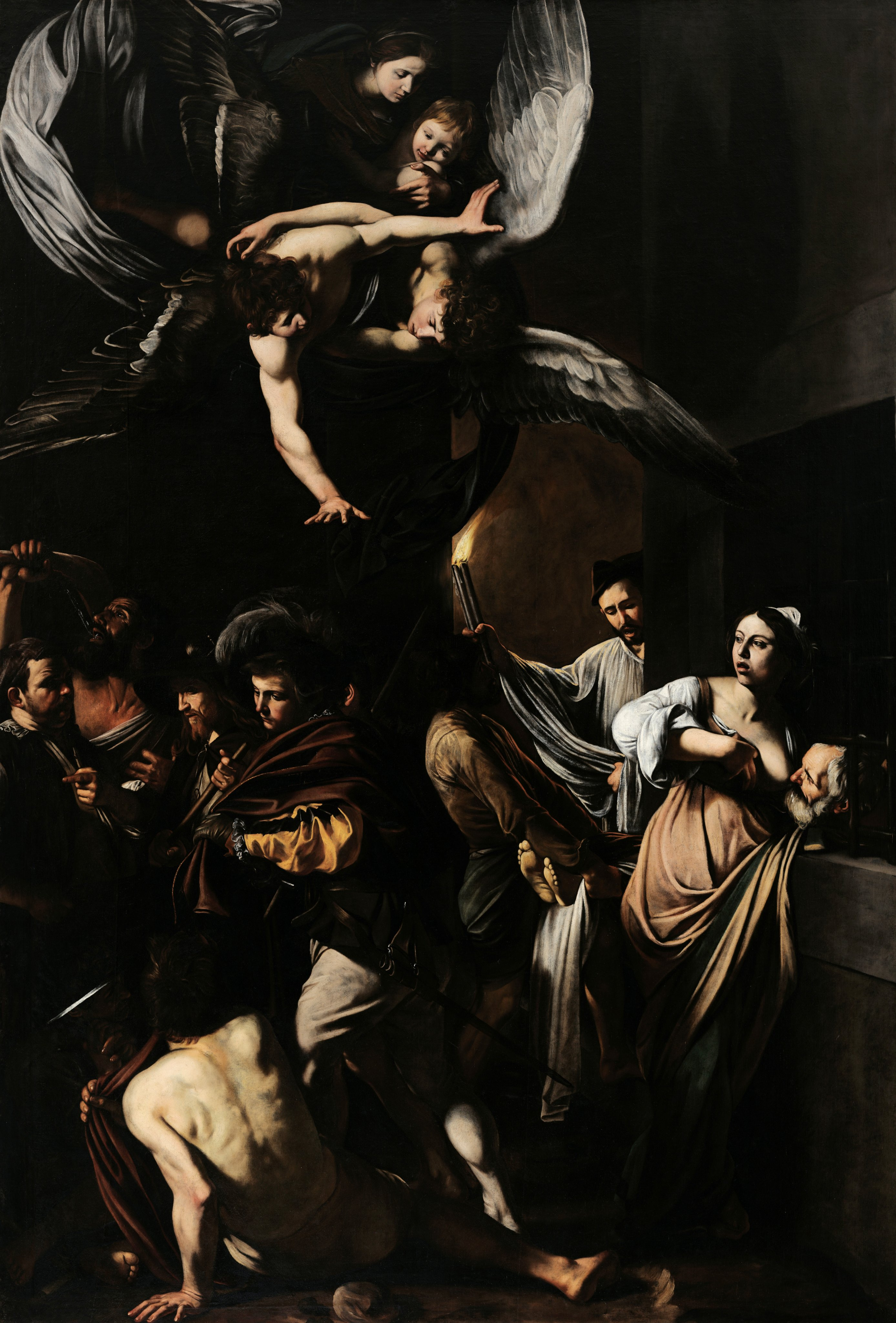
カラヴァッジョ『慈悲の七つの行い』 (1607年)、ピオ・モンテ・デッラ・ミゼリコルディア教会、ナポリ

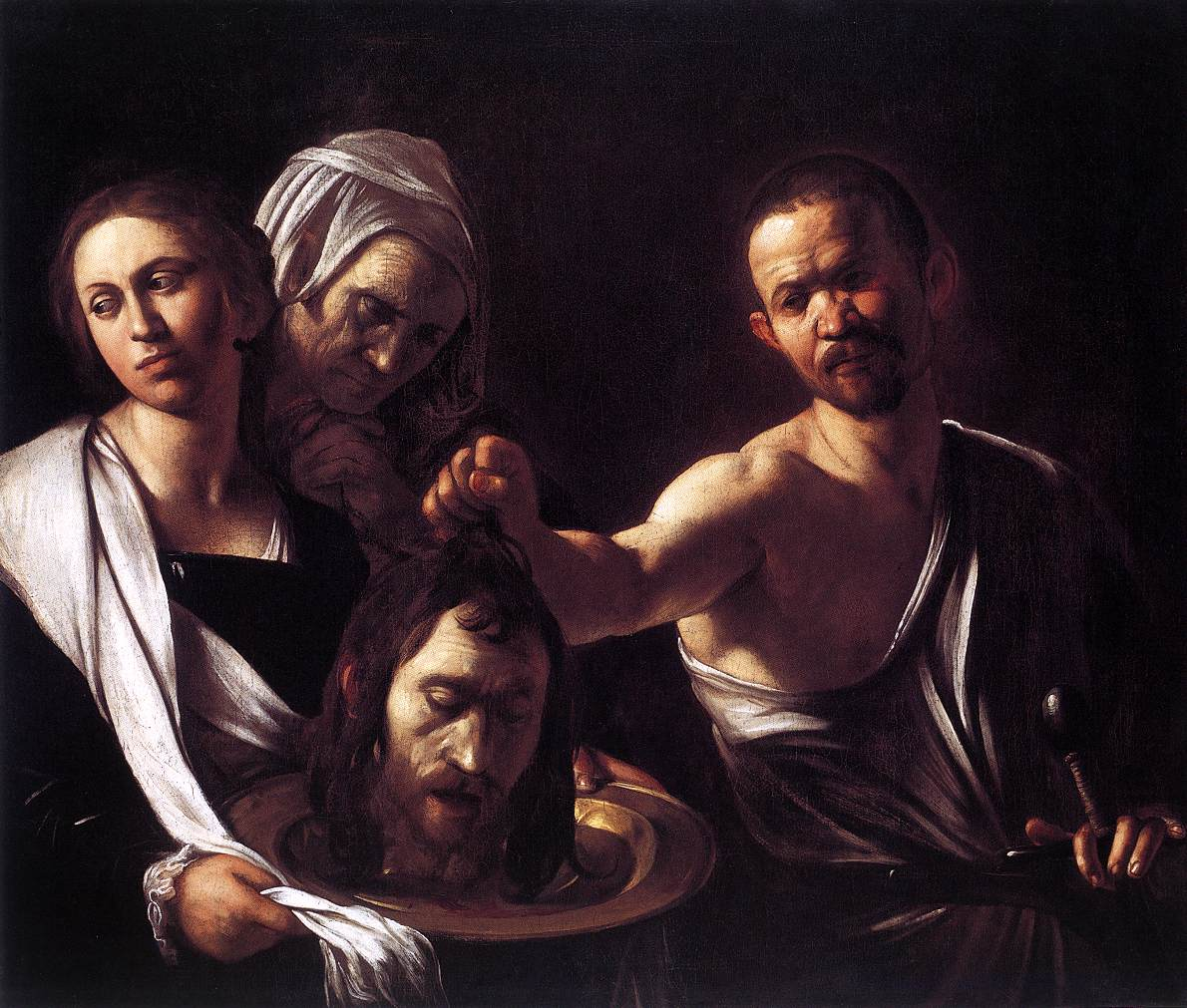
カラヴァッジョ『洗礼者ヨハネの首を受け取るサロメ』 (1606-1610年)、ナショナル・ギャラリー (ロンドン)

この祭壇画は最初にいつ、どこで、誰の注文により制作されたかはわかっていない。また、なぜ制作後に礼拝堂に飾られずに市場に売りに出されることになったのかも不明である。制作地に関しては、ナポリで売りに出されたためナポリで1606-1607年に描かれたという意見が多かった。しかし、その理由は聖母マリアの顔が『慈悲の七つの行い』(ピオ・モンテ・デッラ・ミゼリコルディア教会、ナポリ) 中の父親キモンに乳を与える娘ペロ、あるいはロンドン・ナショナル・ギャラリーにある『洗礼者ヨハネの首を受け取るサロメ』中のサロメに類似しているといった消極的なものであった。
一方、本作は、『ロレートの聖母』 (サンタゴスティーノ聖堂、ローマ) に見られる裸足の信者や、『聖母の死』 (ルーヴル美術館、パリ) に描かれる赤い幕といったモティーフだけでなく、緻密な仕上げや輝きを秘めた色彩などの点で、カラヴァッジョがローマで仕上げた作品との類似性が指摘されてきた。そして、近年、有力な美術史家たちや美術史美術館の調査にもとづく詳細な研究で、1601-1603年という制作年代が設定されている。
「ロザリオの聖母」という主題は、1208年に聖ドメニコが聖母マリアからロザリオを授かったという伝承に起因するとされ、聖母信仰を擁護する対抗宗教改革期のカトリック教会の意向に沿って、16世紀以降しばしば描かれるようになった。また、1571年のレパントの海戦の勝利後、教皇ピウス5世は戦勝記念日の10月7日をロザリオの聖母の祝日に定めたが、勝利はロザリオのおかげだとされたためであった。カラヴァッジョの本作は、主題や祭壇画の形式、聖人の表現などの点で、カトリック教会の「プロパガンダ・フィーデ」 (布教宣伝) の精神が顕著な作品となっている。

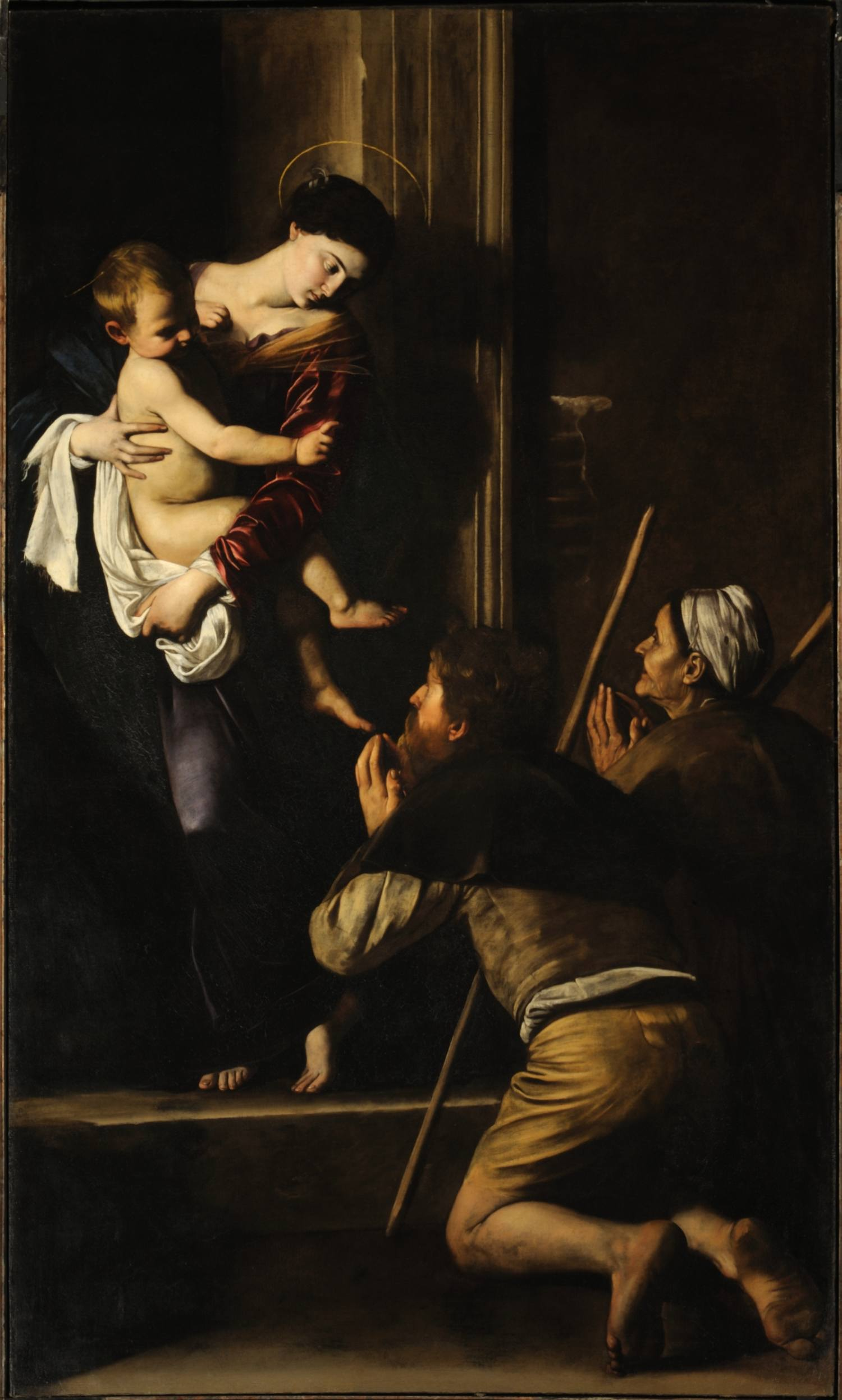
カラヴァッジョ『ロレートの聖母』 (1603-1606年ごろ)、サンタゴスティーノ聖堂、ローマ

カラヴァッジョ『聖母の死』 (1601-1606年ごろ)、ルーヴル美術館、パリ

上述のように本作の依頼者はわかっていないが、聖ドメニコが描かれているところから本来ドメニコ会派の教会のために描かれたと思われる。画面の中央に一段高く聖母子が座している。聖母マリアは左側の聖ドメニコに何かを指示するかのように彼が持つロザリオを指差し、幼子イエス・キリストは聖母の膝の上に立って鑑賞者の方を見ている。画面右側には、聖母の方を指差して何かを語る殉教者聖ペテロ、フードから顔を覗かせる聖トマス・アクイナス、そして後ろ向きの聖人が見える。ロザリオに手を伸ばす信者たちは、『ロレートの聖母』の巡礼者のように汚れた足の裏を見せている。寄進者は、左端の黒い服と白い襞襟を付けた人物である。彼は聖ドメニコのマントを掴んで、聖ドメニコに救いを求めるよう鑑賞者の方に眼差しを向け、誘っている。画面上部には、『聖母の死』と同じように溝のついた大きな円柱にくくられた深紅の幕のような布が広がっている。
絵画には、聖母子と聖人、そして信者というヒエラルキーが明確に示され、それぞれ2人、4人、6人の人物によって表されている。図像は、カトリック教会の対抗宗教改革の精神にふさわしく左側の聖ドメニコと聖母マリアが信者と中央に立つキリストの間の仲介をしているが、カラヴァッジョのほかの作品同様に「手のドラマ」が繰り広げられ、「求める手」と「与える手」がリズム感のある円環の動きを創造している。